# Échelle révisée de Conners
L'échelle révisée de Conners (Conners' Rating Scales-Revised (CRS-R)) donne une évaluation des comportements problématiques chez les enfants et les adolescents avec une importance particulière accordée aux problèmes externalisés.
Il existe 6 formes du Conners : la version parent courte ou longue, la version enseignant courte ou longue et la version adolescent courte ou longue. Les versions parent et enseignant sont utilisées pour évaluer les individus de 3 à 17 ans tandis que la version auto-rapportée (adolescent) vise uniquement les adolescents de 12 à 17 ans.
Divers problèmes peuvent être évalués à l'aide de cette échelle comme des problèmes cognitifs, d'opposition, d'hyperactivité, anxieux et sociaux présents chez les enfants ainsi que les adolescents.